# Браун, Хоу, 2-й маркиз Слайго
Хоу Питер Браун, 2-й маркиз Слайго (англ. Howe Peter Browne, 2nd Marquess of Sligo; 18 мая 1788, Лондон — 26 января 1845, Танбридж-Уэллс) — англо-ирландский аристократ и колониальный губернатор. Он был известен как виконт Уэстпорт с 1788 по 1800 год и граф Алтамонт с 1800 по 1809 год.

## Ранняя жизнь
Родился 18 мая 1788 года в Лондоне. Единственный сын Джона Брауна, 1-го маркиза Слайго (1756—1809), и леди Луизе Кэтрин Хоу (1767—1817), дочери адмирала Ричарда Хоу, 1-го графа Хоу. Он получил образование в Итоне и колледже Иисуса в Кембридже, получив степень магистра как лорд Алтамонт в 1808 году. В свои ранние годы он подружился с Томасом де Куинси и лордом Байроном.
2 января 1809 года после смерти своего отца Хоу Питер Браун унаследовал титулы 2-го маркиза Слайго, 4-го графа Алтамонта (графство Мейо), 4-го барона Монтигла из Уэстпорта (графство Мейо), 4-го виконта Уэстпорта из Уэстпорта (графство Мейо) и 2-го барона Монтигла из Уэстпорта (графство Мейо).
11 ноября 1809 года ему был пожалован Орден Святого Патрика.
В 1812 году Хоу Питеру Брауну было предъявлено обвинение в «соблазнении и убеждении (моряка) дезертировать (с флота)», обвинение, караемое смертным приговором в самом крайнем случае. Браун был признан виновным и приговорен к штрафу в размере 5 тысяч фунтов стерлингов и четырём месяцам в Ньюгетской тюрьме. По странному стечению обстоятельств, в ходе судебного процесса его мать влюбилась в судью сэра Уильяма Скотта, 1-го барона Стоуэлла (1745—1836). После суда они познакомились и позже поженились, несмотря на 20-летнюю разницу в возрасте. Однако брак не оказался счастливым и, по-видимому, был расторгнут всего через год.
До женитьбы у него были отношения с французской куртизанкой Полин «Шери» Пако. В результате этого романа родился один сын, отцовство которого Хоу усомнился, узнав, что он был не единственным любовником Полины. После разрыва с Полиной 4 марта 1816 года Хоу Питер Браун женился на шестнадцатилетней Эстер Кэтрин де Бург (ок. 1800 — 17 февраля 1878), старшей дочери генерала Джона де Бурга, 13-го графа Кланрикарда (1744—1808), и Элизабет Берк. Говорят, что его мать заметила, что «это самое замечательное сходство с Полиной, которое я когда-либо видела». В период с 1816 по 1839 год у супругов родилось четырнадцать детей. Леди Эстер была культурной женщиной, которая покровительствовала искусству и обновила Уэстпорт-хаус, фамильный особняк в графстве Майо, и его сады. У семьи также был лондонский дом на Мэнсфилд-стрит, 16, Марилебон. Вместе со своим мужем она проводила кампанию за отмену рабства, а позже за облегчение ирландского голода. Она была покровительницей Сестер Милосердия.

## Губернатор Ямайки

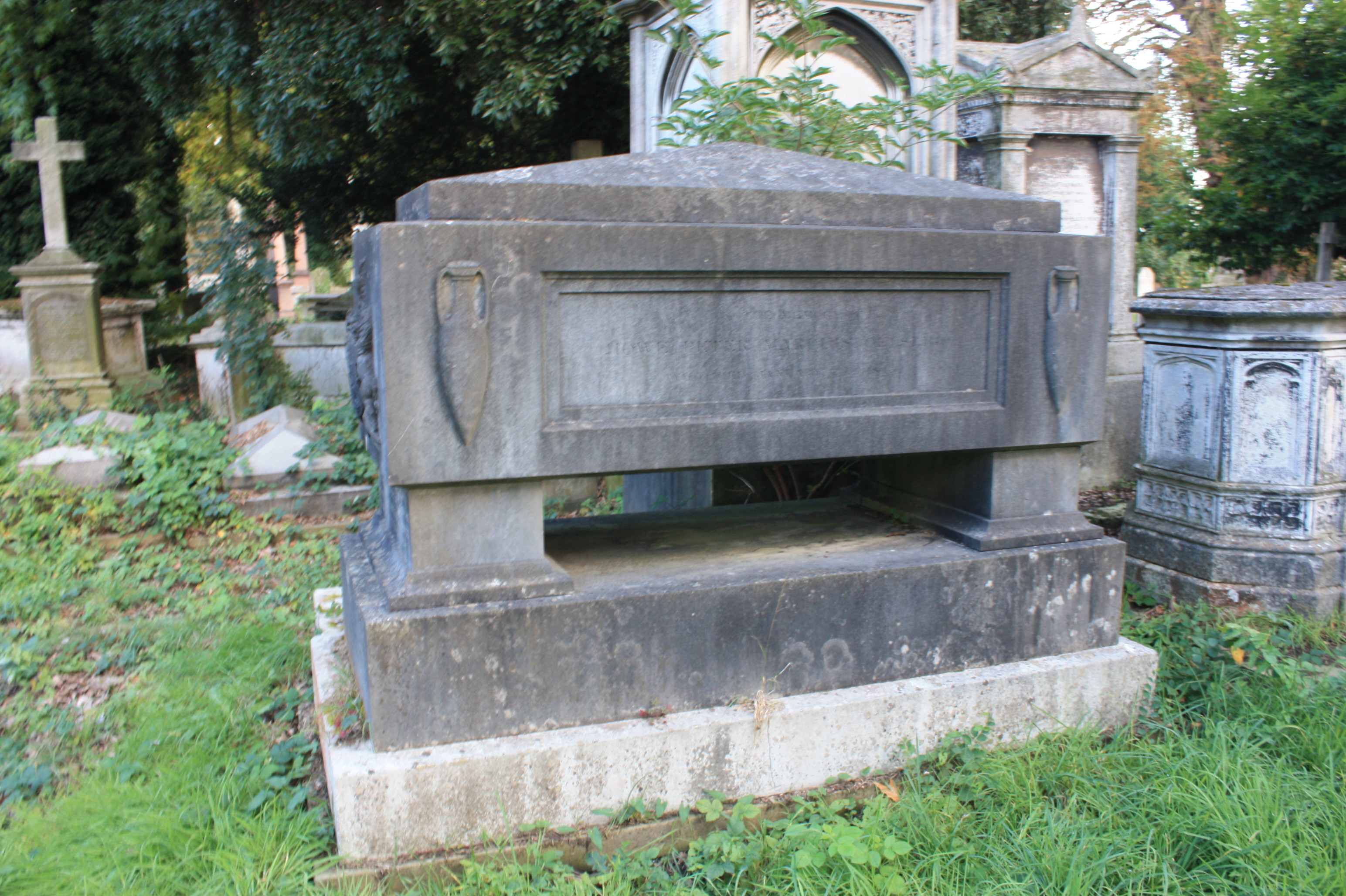
Могила 2-го маркиза Слайго, кладбище Кенсал-Грин

В 1834—1835 годах Хоу Питер Браун был назначен губернатором и вице-адмиралом Ямайки, он был принят на острове с большой помпой и обстоятельствами. Местные владельцы плантаций предполагали, что Браун, как сам владелец плантации, будет заботиться об их интересах. Однако собственность Брауна на две плантации на острове перешла к нему по наследству после смерти его бабушки, и, как вскоре сообщил Браун, он не очень высокого мнения об институте рабства, практикуемом на острове.
Прибыв вскоре после принятия Закона об отмене рабства 1833 года, Хоу Питер Браун попытался проследить за переходом от рабства к свободному обществу. Он реформировал правовую систему, назначив Ричарда Хилла из смешанной расы ответственным за стипендиальных магистратов во время «Ученичества» (четырехлетний период, в течение которого чернокожее население должно было быть «то», как быть «надлежащими гражданами») . Он также основал школы для чернокожего населения, две из которых он лично финансировал.
Эти действия почти мгновенно сделали Хоу Питера Брауна злодеем для правящего класса Ямайки. Они быстро высмеяли его прошлую репутацию в местной прессе; «Мы полностью осведомлены о морских прогулках и развлечениях его светлости до того, как он прибыл на Ямайку». К 1836 году Ассамблея Ямайки блокировала его попытки полностью освободить чернокожее население Ямайки и смогла заставить его уйти с поста губернатора. В его честь названа первая свободная деревня Слайговиль в округе Сент-Кэтрин на Ямайке.
Лорд и леди Слайго похоронены на кладбище Кенсал-Грин. Их могила находится в центре заросшего северо-западного квадранта внутреннего круга.

## Дети
У маркиза и маркизы Слайго было четырнадцать детей, среди которых дожили до совершеннолетия:
- Леди Луиза Кэтрин Браун (1816 — 14 декабря 1891), муж с 1839 года Чарльз Нокс (? — 1867)
- Джордж Джон Браун, 3-й маркиз Слайго (31 января 1820 — 30 декабря 1896), старший сын и преемник отца
- Лорд Джеймс де Бург Браун (1823 — 6 апреля 1847)
- Джон Томас Браун, 4-й маркиз Слайго (10 сентября 1824 — 30 декабря 1903)
- Леди Гарриет Браун (1827 — 29 июня 1904), муж с 1853 года сэр Роберт Линч-Блосс, 10-й баронет (1825—1893), шесть детей
- Генри Улик Браун, 5-й маркиз Слайго (14 марта 1831 — 24 февраля 1913)
- Майор лорд Ричард Хоу Браун (6 августа 1834 — 28 октября 1912), жена с 1863 года на Агнес Элизабет Эймсбери (1844—1885), пятеро детей
- Леди Эстер Джорджиана Браун (1837 — 10 января 1925), муж с 1858 года достопочтенный Шарленд Фрэнсис Кэрью (1827—1892), двое детей
- Леди Мэриан Браун (1839 — 30 марта 1916), муж с 1868 года Хью Уилбрэхем (? — 1890).